# محمود نحلة
الأستاذ الدكتور محمود أحمد السيد نحلة (22 مارس 1948) أستاذ الدراسات اللغوية والنحوية بقسم اللغة العربية بكلية الآداب جامعة الإسكندرية ومدير معهد الدراسات اللغوية والترجمة. ولد في 22/3/1948 بمحافظة الغربية. وقد عمل وكيلا للكلية للدراسات العليا والبحوث، ومديرا لمركز تعليم اللغة العربية للأجانب، ومديرا لمعهد الدراسات اللغوية والترجمة. وأستاذا زائرا بجامعات عربية وأوربية وأمريكية.ورئيسا لتحرير مجلة كلية الآداب. وهو محكم في جوائز محلية وعالمية وعضو في لجنة اختيار الفائز ببعض هذه الجوائز، وعضو مجلس أمناء مركز الملك عبد الله بن عبد العزيز الدولي لخدمة اللغة العربية، وعضو اللجنة الدائمة لترقية أعضاء هيئة التدريس بالجامعات المصرية، ومحكم في كثير من البحوث المقدمة للنشر في مجلات علمية محكمة. أشرف - ولا يزال -على كثير من رسائل الماجستير والدكتوراه وشارك في مناقشة كثير منها، وشارك في كثير من المؤتمرات العلمية المحلية والعالمية باحثا ومناقشا ورئيسا للجلسات. له إنتاج علمي غزير يقوم على علم راسخ بالتراث اللغوي عند العرب والنظريات اللغوية الحديثة

## المؤهلات العلمية
•الليسانس في الآداب من قسم اللغة العربية – جامعة الإسكندرية جيد جدا عام 1970 م
• ماجيستير في الآداب من قسم اللغة العربية – جامعة الإسكندرية بتقدير ممتاز 1977 م
• دكتوراة علي نظام القنوات العلمية والإشراف المشترك بين جامعتي الإسكندرية وإرلانگن–نورنبرگ بألمانيا الاتحادية، بمرتبة الشرف الأولي عام 1985م.

## التدرج الوظيفي
• معيد بقسم اللغة العربية بكلية الآداب – جامعة الإسكندرية عام 1974م
• مدرس مساعد بقسم اللغة العربية بكلية الآداب جامعة الإسكندرية 1977م
• مدرس بقسم اللغة العربية بكلية الآداب جامعة الإسكندرية 1985م
• أستاذ مساعد بقسم اللغة العربية بكلية الآداب جامعة الإسكندرية 1994م
•أستاذ بقسم اللغة العربية بكلية الآداب جامعة الإسكندرية 2001م
• مدير مركز تعليم اللغة العربية للأجانب في عام 2001 م
• وكيل للدراسات العليا والبحوث بكلية الآداب – جامعة الإسكندرية في عام 2004 م

## الدورات التدريبية في مجال نظم إدارة الجودة
•	دورات في تنمية قدرات أعضاء هيئة التدريس.

## الأنشطة المختلفة في مجال نظم إدارة الجودة

### محلياً
•	إنجاز لائحة كلية الآداب للدراسات العليا على نظام الساعات المعتمدة.
•	وعضو اللجنة العلمية الدائمة لترقية أعضاء هيئة التدريس بالجامعات المصرية
•محكم في نشر البحوث العلمية في الدوريات العلمية وجوائز الجامعة التشجيعية
•مشارك في تحرير موسوعة الشروق وحائز على جائزة الجامعة التشجيعية.
•	العمل وكيلا لكلية الآداب للدراسات العليا والبحوث أربع سنوات ومديرا لمركز تعليم اللغة العربية للاجانب ست سنوات، ثم مديراً لمعهد الدراسات اللغوية والترجمة.

### إقليمياً
•	محكم في أبحاث علمية وترقيات أعضاء هيئة التدريس بجامعات عربية ومشارك في تحرير موسوعة أعلام العرب والمسلمين التي تصدر عن المنظمة العربية للتربية والثقافة والعلوم بتونس، فضلا عن العمل عضوا في هيئة التدريس بجامعات بيروت العربية بلبنان، وجامعة الملك سعود بالمملكة العربية السعودية.

### عالمياً
•	محكم في جائزة الملك فيصل العالمية وعضو في لجنة اختيار الفائز من المرشحين. ومشارك بأبحاث في بعض المؤتمرات العلمية والعالمية، ورئيس جلسة في بعض المؤتمرات العلمية العالمية بمكتبة الإسكندرية.
•	العمل أستاذا زائرا بمعهد الدراسات الشرقية بجامعة بون بألمانيا الاتحادية وبجامعة مدلبرى بالولايات المتحدة الأمريكية. •	وعضو وفد جامعة الإسكندرية إلى الولايات المتحدة الأمريكية لعقد اتفاقيات علمية وتعليمية بين جامعة مدلبرى وجامعة الإسكندرية، وبين الفلاجشب وجامعة الإسكندرية.

## الأنشطة المختلفة الأخرى التي تتعلق بالعملية التعليمية وخدمة المجتمع
•	مقرر لبعض المؤتمرات العلمية في الكلية ورئيس لبعض الجلسات في المؤتمرات، ومشارك في الندوات والمحاضرات العامة وورش العمل وعضو مجلس إدارة برنامج اللغويات التطبيقية وتكنولوجيا المعلومات والاتصالات، وعضو جمعية أصدقاء مكتبة الإسكندرية فضلا عن التدريس لطلاب الليسانس والدراسات العليا والإشراف على الرسائل الجامعية في أقسام اللغات العربية والإنجليزية والفرنسية والصوتيات ومناقشتها وتأليف الكتب الجامعية والأبحاث العلمية.

## الإنتاج العلمي
- لغة القرآن الكريم في جزء عم، دار النهضة، بيروت 1981م
- أصول النحو العربي، دار العلوم العربية، بيروت 1987 م
- مدخل إلي دراسة الجملة العربية، دار النهضة العربية، بيروت 1988 م
- في إعراب القرآن، دار العلوم العربية، بيروت 1989 م
- الضمائر المنعكسة في اللغة العربية، دار العلوم العربية، بيروت 1990 م
- العربية الفصحي: مشكلات الحاضر وطموح المستقبل مجلة القومي العربي العدد 70 سنة 1990 م
- نظام الجملة في شعر المعلقات، دار المعرفة الجامعية، الإسكندرية 1991 م
- الاسم والصفة في النحو العربي والدراسات الأوروبية، دار المعرفة الجامعية، الإسكندرية 1992 م
- صور تأليف الكلام عند ابن هشام، دار المعرفة الجامعية، الإسكندرية 1993 م
- النهج الاستبدالي في كتاب سيبويه، في أ. د. محمود فهمي حجازي (المحرر): فولفديترش فيشر، دراسات عربية وسامية مهداة من أصدقائه وتلاميذه بالجامعات المصرية، مركز اللغة العربية، كلية الآداب – جامعة القاهرة 1994 م
- التعريف والتنكير بين الدلالة والشكل، دار التوني للطباعة والنشر، الإسكندرية 1997 م
- علم اللغة النظامي، مدخل إلي النظرية اللغوية عند هاليداي، ملتقي الفكر، الإسكندرية 1998 م
- نحو نظرية عربية للأفعال الكلامية، في: مجلة الدراسات اللغوية (فصلية محكمة تصدر عن مركز الملك فيصل للبحوث والدراسات الإسلامية) المجلد الأول – العدد الأول – محرم – ربيع 1420 هـ أبريل – يونيو 1999 م
- التصنيف النوعي للغات والعالميات، في إصدارات مجلة كلية الآداب (محكمة تصدرها كلية الآداب – جامعة الإسكندرية) المجلد التاسع والأربعون العام الجامعي 99/2000 م
- وظائف اللغة: ترجمة للفصل الثاني من كتاب لهاليداي مسبوقة بتمهيد للترجمة، في: إصدارات مجلة كلية الآداب – جامعة الإسكندرية، العام الجامعي 99/2000 م
- النحو العربي: أعلام ونصوص، دار المعرفة الجامعية الإسكندرية 2002 م
- آفاق جديدة في البحث اللغوي المعاصر، دار المعرفة الجامعية، الإسكندرية 2002 م - الألفية الجديدة: التحديات والآمال في: مجلة العلوم الاجتماعية _ جامعه الكويت 2002م
- Teaching Arabic to Non-native Speakers at Alexandria University . In : Handbook for Arabic Language Teaching Professionals in 21 st Century . Publisher : Lawrence Erlbaum Associated . Inc.USA 2005